# Ogün Temizkanoğlu
Ogün Temizkanoğlu (Hamm, 6 oktober 1969) is een
Turkse oud-profvoetballer.

## Clubcarrière
Ogün vertrok al op jonge leeftijd uit Duitsland om te voetballen voor Trabzonspor. Dat deed hij met succes: hij maakte deel uit van het gouden team van Trabzonspor uit de jaren '90. Ogün werd ook een vaste keuze van het Turkse voetbalelftal, tot het jaar 2000 was hij recordinternational.
In 1999 vertrok Ogün samen met Abdullah Ercan naar Fenerbahçe. Deze transfer deed veel stof op waaien dat jaar in Turkije. Ogün werd gezien als een boegbeeld van Trabzonspor en werd door de fans bestempeld als een verrader. Nadat Ogün kampioen werd met Fener in 2001, ging het bergafwaarts met zijn carrière. In 2003, werd hij samen met Abdullah uit de selectie gelaten en paar weken later werd zijn contract ontbonden. Na korte periodes bij Konyaspor en Sebatspor zette hij in 2005 een punt achter zijn loopbaan.

## Trainerscarrière
Tegenwoordig is Ogün samen met Abdullah Ercan, trainer van het U-18-team van het Turks voetbalelftal.
1 Erkan ·
2 R. Çetin ·
3 Özalan ·
4 İnceefe ·
5 Kerimoğlu ·
6 Sağlam ·
7 Mandıralı ·
8 Temizkanoğlu ·
9 Şükür ·
10 O. Çetin  ·
11 Çıkırıkçı ·
12 Yiğit ·
13 Zafer ·
14 Sancaklı ·
15 Korkut ·
16 Yalçın ·
17 Ercan ·
18 Erdem ·
19 Kafkas ·
20 Korkmaz ·
21 Göymen ·
22 Reçber ·
Coach: Terim
1 Reçber ·
2 Havutçu ·
3 Temizkanoğlu  ·
4 Akyel ·
5 Özalan ·
6 Erdem ·
7 Buruk ·
8 Kerimoğlu ·
9 Şükür ·
10 Yalçın ·
11 Korkut ·
12 Çatkıç ·
13 Özköylü ·
14 Kaya ·
15 Izzet ·
16 Penbe ·
17 Derelioğlu ·
18 Akman ·
19 Ercan ·
20 Ünsal ·
21 Tuncay ·
22 Davala ·
Coach: Denizli